# Regione Metropolitana di Serra Gaúcha
La Regione Metropolitana di Serra Gaúcha è un'area metropolitana del Brasile, ubicata nello Stato del Rio Grande do Sul, ufficialmente costituita nel 2013. Secondo le stime dell'IBGE aveva nel 2014 una popolazione di 790.295 abitanti.

## Comuni
Comprende 13 comuni:
- Antônio Prado
- Bento Gonçalves
- Carlos Barbosa
- Caxias do Sul
- Farroupilha
- Flores da Cunha
- Garibaldi
- Ipê
- Monte Belo do Sul
- Nova Pádua
- Pinto Bandeira
- Santa Tereza
- São Marcos